# Viaduc sur l'Almonte
Le viaduc sur l'Almonte est un pont ferroviaire espagnol franchissant l'Almonte entre Garrovillas de Alconétar et Santiago del Campo, dans la province de Cáceres, en Estrémadure. Long de 996 mètres, ce pont en arc achevé en mai 2016 porte la LGV Madrid - Lisbonne.